# María Margarita de Lorena
María Margarita de Lorena (2 de febrero de 1713–1780) era hija de Rodrigo de Melo, segundo hijo de Nuno Álvares Pereira de Melo, I duque de Cadaval y Ana María de Lorena.
El 22 de diciembre de 1756 se casó con su tío Joaquim Francisco de Sá Almeida e Menezes, II marqués de Abrantes y el hermano más joven de su madre, que falleció en 1756.
Una vez viuda, el rey José I de Portugal le otorgó el título de duquesa de Abrantes, por decreto de 1757 así como camarera de la reina de Portugal, el cargo más alto al que podría acceder una mujer y al que anteriormente había accedido su madre.
El 20 de febrero de 1757, se volvió a casar con João da Bemposta, hijo ilegítimo de Francisco, duque de Beja, al que se le nombró duque el 18 de mayo de 1757.
Con la muerte de su madre en 1761, heredó la casa de Abrantes y se convirtió en la IV marquesa de Abrantes y la X condesa de Penaguião.
María Margarita no tuvo descendencia de ninguno de los dos matrimonios, por lo que su sucesor a su muerte en 1780 fue su primo Pedro de Lancastre da Silveira de Castelo-Branco Sá e Meneses, VII conde de Portimão. Sin embargo, el título de duque de Abrantes se extinguió.
| Predecesor: Ana María de Lorena | Duquesa de Abrantes 1757-1780  | Sucesor: Extinto                                                       |
| Predecesor: Ana María de Lorena | Marquesa de Abrantes 1761-1780 | Sucesor: Pedro de Lancastre da Silveira de Castelo-Branco Sá e Meneses |
| Predecesor: Ana María de Lorena | Condesa de Penaguião 1761-1780 | Sucesor: Pedro de Lancastre da Silveira de Castelo-Branco Sá e Meneses |